# Emir Mkademi
Emir Mkademi (20 agosto 1978) è un ex calciatore tunisino, difensore.